# Koetshuis Klein Drakenstein
Het Koetshuis Klein Drakenstein is een rijksmonument aan de Kloosterlaan 4 bij Lage Vuursche in de provincie Utrecht.
Het koetshuis van de buitenplaats Klein Drakenstein aan de Kloosterlaan staat rechts van het voorplein. Het kreeg later de functie van stalgebouw. Het zadeldak van het rechthoekige gebouw is gedekt met blauwe dakpannen. Het deel aan de Kloosterlaan is gemaakt van rode baksteen. In de eindgevel zitten vlechtingen en een luik. Het houten deel binnen de hekken heeft twee dubbele inrijdeuren. Toen de kapconstructie in het midden van de twintigste eeuw werd vernieuwd werd het koetshuis een paardenstal.
Rechts van de koetshuis staat aan de Kloosterlaan een dienstwoning van Klein Drakenstein